# Laia Marull
Laia Marull (Barcelona, 4 de enero de 1973) es una actriz de cine, televisión y teatro española.

## Biografía
Nacida en la Barcelona de los últimos años del franquismo, Laia creció en plena transición política. Desde joven cultivó su vocación de actriz. Con la ayuda de sus padres, se formó en el laboratorio de Teatro Nancy Tuñón, para debutar en 1994 en la serie de TV3 Estació d'enllaç, que sería, según sus propias palabras, "su mejor escuela" actoral.
Instruida también en canto y danza clásica y contemporánea, Laia Marull permaneció durante cuatro temporadas en la serie, mientras iba adquiriendo también experiencia en los escenarios teatrales.

## Carrera
Tras esta serie inició en 1996 una fulgurante carrera en el cine español: en apenas 9 años ha participado en 9 películas que le han reportado tres premios Goya y una Concha de Plata en el Festival de Cine de San Sebastián.
En 2015 se unió al elenco de la serie Carlos, Rey Emperador donde dio vida a Juana I de Castilla.

## Filmografía

### Largometrajes
- Razones sentimentales, (1996)
- Asunto interno, (1996)
- Mensaka, páginas de una historia, (1998)
- Lisboa, (1999)
- La sombra de Caín, (1999)
- Pleure pas Germaine, (2000)
- Café Olé, (2000)
- Fugitivas, (2000)
- El viaje de Arián, (2000)
- Te doy mis ojos, (2003)
- Las voces de la noche, (2003)
- Oculto, (2005)
- El Greco, (2007)
- Pa negre, (2010)[3]
- La herencia Valdemar, (2010)
- La herencia Valdemar II: La sombra prohibida, (2011)
- Las olas, (2011)
- Como estrellas fugaces, (2012)
- Quatretondeta (2016)
- Brava (2016)
- La madre (2016)
- La inocencia (2019)
- Tierra Negra (2025)
- Las irresponsables (2025)

### Cortometrajes
- A deshoras, (1994)
- El viaje, (1994)
- Me gusta verlos mirarse, (1998)
- 9, (2009)

## TV
- Estació d'enllaç, (1994/98)
- Nova ficció, (1997)
- Primera jugada, (1997)
- Pirata, (1999)
- Ermessenda, (2011)
- Los nuestros, (2015)
- Carlos, Rey Emperador como Juana I de Castilla, (2015-2016)
- La mesías como Belén, (2023)

## Teatro
- Roberto Zucco (1993).
- El Polígrafo (2000).
- Hedda Gabler (2011).
- Roberto Zucco (2013).
- La llista (2016).
- Incendios (2016-2017).
- La dansa de la Venjança (2018-2019).
- Mariana Pineda (2020-2021).
- El pes d'un cos (2022).

## Premios y candidaturas
Festival Internacional de Cine de San Sebastián
| Año  | Categoría                         | Película        | Resultado |
| ---- | --------------------------------- | --------------- | --------- |
| 2003 | Concha de Plata a la mejor actriz | Te doy mis ojos | Ganadora  |

Premios Goya
| Año  | Categoría                                  | Película        | Resultado |
| ---- | ------------------------------------------ | --------------- | --------- |
| 2000 | Mejor actriz revelación                    | Fugitivas       | Ganadora  |
| 2003 | Mejor interpretación femenina protagonista | Te doy mis ojos | Ganadora  |
| 2010 | Mejor interpretación femenina de reparto   | Pan negro       | Ganadora  |

Medallas del Círculo de Escritores Cinematográficos
| Año  | Categoría               | Película        | Resultado |
| ---- | ----------------------- | --------------- | --------- |
| 2003 | Mejor actriz            | Te doy mis ojos | Ganadora  |
| 2010 | Mejor actriz secundaria | Pan negro       | Nominada  |

Premios Feroz
| Año  | Categoría               | Película     | Resultado |
| ---- | ----------------------- | ------------ | --------- |
| 2020 | Mejor actriz de reparto | La inocencia | Candidata |

- El 18 de marzo de 2017 Laia Marull recibió el Premio de San Pancracio de Honor del Festival Solidario de Cine Español de Cáceres junto a los actores Roberto Álamo, Petra Martínez,[7][8] Carlos Santos, Ana Castillo, los directores Koldo Serra y Salvador Calvo y el director artístico y escenógrafo Marcelo Pacheco.[9]